# Pluto Press
Pluto Press és una editorial de llibres independent britànica amb seu a Londres, fundada el 1969 per Richard Kuper. En els seus inicis va ser el braç editorial del l'International Socialists (avui conegut com Socialist Workers Party), convertint-se en «una de les editorials socialistes més influents de l'època», fins que va canviar de mans i va ser substituïda per Bookmarks.
Pluto Press publica «pensament crític progressista a través de les ciències socials, amb èmfasi en els camps de la teoria política, l'actualitat, els estudis internacionals de l'Orient Mitjà, el mitjans de comunicació i l'antropologia». Ha publicat obres de Karl Marx, David Harvey, Frantz Fanon, Noam Chomsky, bell hooks, Edward Said, Augusto Boal, Vandana Shiva, Susan George, Raya Dunayevskaya, John Holloway, Euclid Tsakalotos i Tithi Bhattacharya.